# 瓦迪斯瓦夫·科扎凯维奇
瓦迪斯瓦夫·科扎凯维奇（波蘭語：Władysław Kozakiewicz，1953年12月8日—），波蘭男子田徑運動員，專項為撐桿跳。他是1980年莫斯科奧運會上這個項目的金牌得主。

## 生平

### 早年生涯
瓦迪斯瓦夫·科扎凯维奇出生於立陶宛維爾紐斯附近沙爾奇寧凱的一個波蘭裔家庭。1973年，時年20歲的他第一次打破波蘭全國紀錄，成績為5米32。第二年他在參加的第一次國際比賽裡將個人最好成績提升到5米35，奪得羅馬歐錦賽銀牌。1976年他已經是歐洲紀錄的保持者，5米60的個人賽季最好成績也讓他成為了當年蒙特利爾奧運會上的一大熱門；但傷病影響了科扎凯维奇的發揮，最終他在決賽中僅名列第11位，只能看著隊友施盧薩爾斯基站上最高領獎台。之後的幾年內，科扎凯维奇贏得了1977和1978兩年世界大學生運動會的冠軍，並在1978年歐錦賽上獲得第四。他職業生涯最大的輝煌來自1980賽季：該年莫斯科奧運會決賽中他完美的表現以及當天發生的各種插曲讓科扎凯维奇真正在全世界名聲大噪。

### 1980年莫斯科奧運會
在奧運會開幕前一個多月，科扎凯维奇第一次跳出5米72並打破了世界紀錄，雖然在一個月內這個紀錄又接連兩次被法國選手打破，科扎凯维奇還是以冠軍熱門的姿態進入了奧運會撐桿跳決賽。
7月30日的決賽中，科扎凯维奇面對的對手的最強勁挑戰來自衛冕冠軍施盧薩爾斯基和東道主蘇聯選手康斯坦丁·沃爾科夫，三人都跳過了5米65的高度，位列前三；但與此同時，兩名波蘭選手在長達四個多小時馬拉松式的比賽中每一次試跳，都要忍受在場數万名支持沃爾科夫的蘇聯觀眾發出的持續不斷的齊聲倒彩、漫天噓聲以及口哨聲。在5米70的高度上，沃爾科夫和施盧薩爾斯基接連不過，而還沒有過一次掉桿的科扎凯维奇延續了當天統治性的狀態，仍舊是一次過桿，並且繼續要了5米75。此時沃爾科夫5米70兩次不過，僅剩最後一次機會，而科扎凯维奇再一次在第一跳就飛躍了橫桿，幾乎已將冠軍攬入懷中。從墊子上飛身跳起慶祝勝利的同時，極度興奮的他出乎意料地衝著體育場內的觀眾做出了一個帶有極度藐視意味的侮辱性手勢：左手握住右手上臂，右手對著看台高豎起一隻拳頭——這個粗俗手勢至今在波蘭還被叫做“科扎凯维奇的致意”。在接下來的比賽中，他用實力再次還擊了現場觀眾的敵意；第二跳跳過了5米78之後，科扎凯维奇不但奪得金牌，並且還在奧運會的決賽上再次打破了世界紀錄。
比賽過後，這張照片迅速在世界範圍廣為流傳，並且登上了美國《田徑通訊》雜誌的封面。雖然國際上對科扎凯维奇的爭議慶祝方式態度褒貶不一，但在波蘭國內，他卻受到了一致的支持。當時蘇聯駐波蘭大使波利斯·阿里斯托夫曾經提出剝奪科扎凯维奇金牌的要求，但波蘭方面做出的官方解釋和回應是：科扎凯维奇當時的動作是劇烈運動後不自主的肌肉痙攣造成的。同一年，科扎凯维奇當選為年度最佳波蘭運動員。

### 1980年之後
莫斯科奧運會之後，科扎凯维奇再也沒有重現這樣的輝煌。由於波蘭的抵制，他未能參加1984年洛杉磯奧運會。1985年，因為政治原因，科扎凯维奇離開波蘭並移民西德。他代表德國在國際賽場上並沒有特別出彩的表現，只留下了一個國內記錄以及1986、1987年兩次全國冠軍。